# FA Cup 1966-1967
La FA Cup 1966-67 è stata l'ottantaseiesima edizione della competizione calcistica più antica del mondo.

## Prima fase

### Quinto turno
|                   | Risultato |                | Ripetizione | Seconda rip. |  |
| ----------------- | --------- | -------------- | ----------- | ------------ |  |
| Birmingham City   | 1 - 0     | Arsenal        |             |              |  |
| Chelsea           | 2 - 0     | Sheffield Utd  |             |              |  |
| Nottingham Forest | 0 - 0     | Swindon Town   | 1 - 1       | 3 - 0        |  |
| Tottenham         | 2 - 0     | Bristol City   |             |              |  |
| Manchester City   | 1 - 1     | Ipswich Town   | 1 - 1       | 3 - 0        |  |
| Sunderland        | 1 - 1     | Leeds Utd      | 1 - 1       | 1 - 2        |  |
| Norwich City      | 1 - 3     | Sheffield Weds |             |              |  |
| Everton           | 1 - 0     | Liverpool      |             |              |  |

## Fase finale

### Quarti di finale
|                   | Risultato |                 | Ripetizione |  |
| ----------------- | --------- | --------------- | ----------- |  |
| Birmingham City   | 0 - 0     | Tottenham       | 0 - 6       |  |
| Nottingham Forest | 3 - 2     | Everton         |             |  |
| Chelsea           | 1 - 0     | Sheffield Weds  |             |  |
| Leeds Utd         | 1 - 0     | Manchester City |             |  |

### Semifinali
|           | Risultato |                   |  |
| --------- | --------- | ----------------- |  |
| Tottenham | 2 - 1     | Nottingham Forest |  |
| Chelsea   | 1 - 0     | Leeds Utd         |  |

### Finale
| Arbitro: | Ken Dagnall |

|                        |           |              |
| Robertson 40’ Saul 67’ | Marcatori | 85’ Tambling |

#### Tabellino
| Tottenham Hotspur | Chelsea |

| Tottenham      |    |                 |  |
|                |    |                 |  |
| P              | 1  | Pat Jennings    |  |
| D              | 2  | Joe Kinnear     |  |
| D              | 3  | Cyril Knowles   |  |
| C              | 4  | Alan Mullery    |  |
| D              | 5  | Mike England    |  |
| D              | 6  | Dave Mackay (c) |  |
| C              | 7  | Jimmy Robertson |  |
| A              | 8  | Jimmy Greaves   |  |
| A              | 9  | Alan Gilzean    |  |
| C              | 10 | Terry Venables  |  |
| C              | 11 | Frank Saul      |  |
| Allenatore:    |    |                 |  |
| Bill Nicholson |    |                 |  |

| Chelsea        |    |                 |
|                |    |                 |
| P              | 1  | Peter Bonetti   |
| D              | 2  | Allan Harris    |
| D              | 3  | Eddie McCreadie |
| C              | 4  | John Hollins    |
| D              | 5  | Marvin Hilton   |
| D              | 6  | Ron Harris (c)  |
| C              | 7  | Charlie Cooke   |
| A              | 8  | Tommy Baldwin   |
| A              | 9  | Tony Hateley    |
| C              | 10 | Bobby Tambling  |
| C              | 11 | John Boyle      |
| Allenatore:    |    |                 |
| Tommy Docherty |    |                 |